# Іванов Геннадій Кронидович
Геннадій Кронидович Іванов (31 травня 1936 — 28 квітня 2014) — радянський режисер кіно і дубляжу, сценарист.

## Біографія
Народився у місті Маріуполь Донецької області.
У 1960 році закінчив Ленінградський електротехнічний інститут, у 1969 році — режисерський факультет ВДІКу (майстерня В. В. Бєлокурова і Г. Г. Чухрая).
До навчання у ВДІКу працював інженером, потім на ленінградській студії «Телефільм» та кіностудіях «Мосфільм», «Білорусьфільм», імені Горького.
Пішов із життя 28 квітня 2014 року.

## Фільмографія
Режисер-постановник:
- 1969 — Іспит на чин (к/м)
- 1973 — Безстрашний отаман
- 1974 — Сергєєв шукає Сергєєва
- 1978 — Пуск
- 1980 — Брати Ріко
- 1981 — Було у батька три сини
- 1984 — Сім стихій
- 1986 — Постарайся лишитись живим
- 1988 — Державний кордон. Солоний вітер
- 1988 — Державний кордон. На далекому кордоні
- 1991 — Штемп

Сценарист:
- 1984 — Сім стихій
- 1991 — Штемп
- 1991 — Похорон на другому поверсі

Режисер дубляжу:
- 1998 — Ідеальне вбивство / A Perfect Murder